# Андреевка (Сосновский район, Тамбовская область)
Андреевка — село в Сосновском районе Тамбовской области России. Входит в состав Ламского сельсовета.

## География
Село находится в северной части Тамбовской области, в лесостепной зоне, в пределах Окско-Донской равнины, на правом берегу реки Польной Воронеж, на расстоянии примерно 23 километров (по прямой) к северо-западу от посёлка городского типа Сосновка, административного центра района. Абсолютная высота — 151 метр над уровнем моря.
Часовой пояс
Село Андреевка, как и вся Тамбовская область, находится в часовой зоне МСК (московское время). Смещение применяемого времени относительно UTC составляет +3:00.

## Население
| 2010 |
| ---- |
| 138  |

Половой состав
По данным Всероссийской переписи населения 2010 года в гендерной структуре населения мужчины составляли 43,5 %, женщины — соответственно 56,5 %.
Национальный состав
Согласно результатам переписи 2002 года, в национальной структуре населения русские составляли 99 % из 123 чел.

## Транспорт
К северу от села проходит автодорога межмуниципального значения 68Н-049.

## Улицы
Уличная сеть села состоит из двух улиц.